# ارتباطات اس‌کی
ارتباطات اس‌کی (انگلیسی: SK Communications) شرکت مخابرات کره‌ای است، که در سال ۱۹۹۹ توسط شرکت اس‌کی تلکام تأسیس شد.